# 충렬서원 선생안
충렬서원 선생안은 대한민국 경기도 용인시 처인구 모현읍 능원리에 있는 책이다. 1992년 10월 12일 용인시의 향토문화재 제26호로 지정되었다.

## 참고 문헌
- 충렬서원 선생안 - 용인시의 문화관광 - 향토유적